# Karl Euling
Friedrich Karl Euling (* 28. Januar 1878 in Ellrich; † 27. März 1939 in Leipzig) war ein deutscher Ingenieur. Er war von 1922 bis 1935 Generaldirektor der Borsigwerke AG sowie Aufsichtsratsvorsitzender des Oberschlesischen Steinkohlensyndikats.

## Leben und Tätigkeit
Karl Euling war Bergassessor. Er trat 1908 in die Borsigwerke AG ein. Seit 1909 war er für die Firma in Oberschlesien tätig. 1922 beteiligte Euling sich an der Gründung des Oberschlesischen Steinkohlensyndikats. In der Folgezeit war er 1. stellvertretender Vorsitzender des Aufsichtsrates und ab 1928 Vorsitzender des Aufsichtsrates des Syndikats. In den Jahren 1927, 1930 und 1933 leitete Euling jeweils die Verlängerungsverhandlungen der Kohlenkonvention in Oberschlesien. 1922 wurde Euling zum Generaldirektor der oberschlesischen Borsigwerke AG bestellt. Ende 1935 ging Euling in den Ruhestand, den er in Dresden-Loschwitz verbrachte.
Euling führte den Titel eines Bergassessors. Außerdem war er Dr.-Ing. e. h. sowie Mitglied des Deutschen Herrenklubs. Er gehörte auch dem Verein Deutscher Ingenieure (VDI) und dem Oberschlesischen Bezirksverein des VDI an. Ferner gehörte er dem schlesischen Bezirksbeirat der Deutschen Bank an.

## Schriften
- Die Kartelle im oberschlesischen Steinkohlenbergbau, 1939.